# 奥拉斯-贝内迪克特·德索叙尔

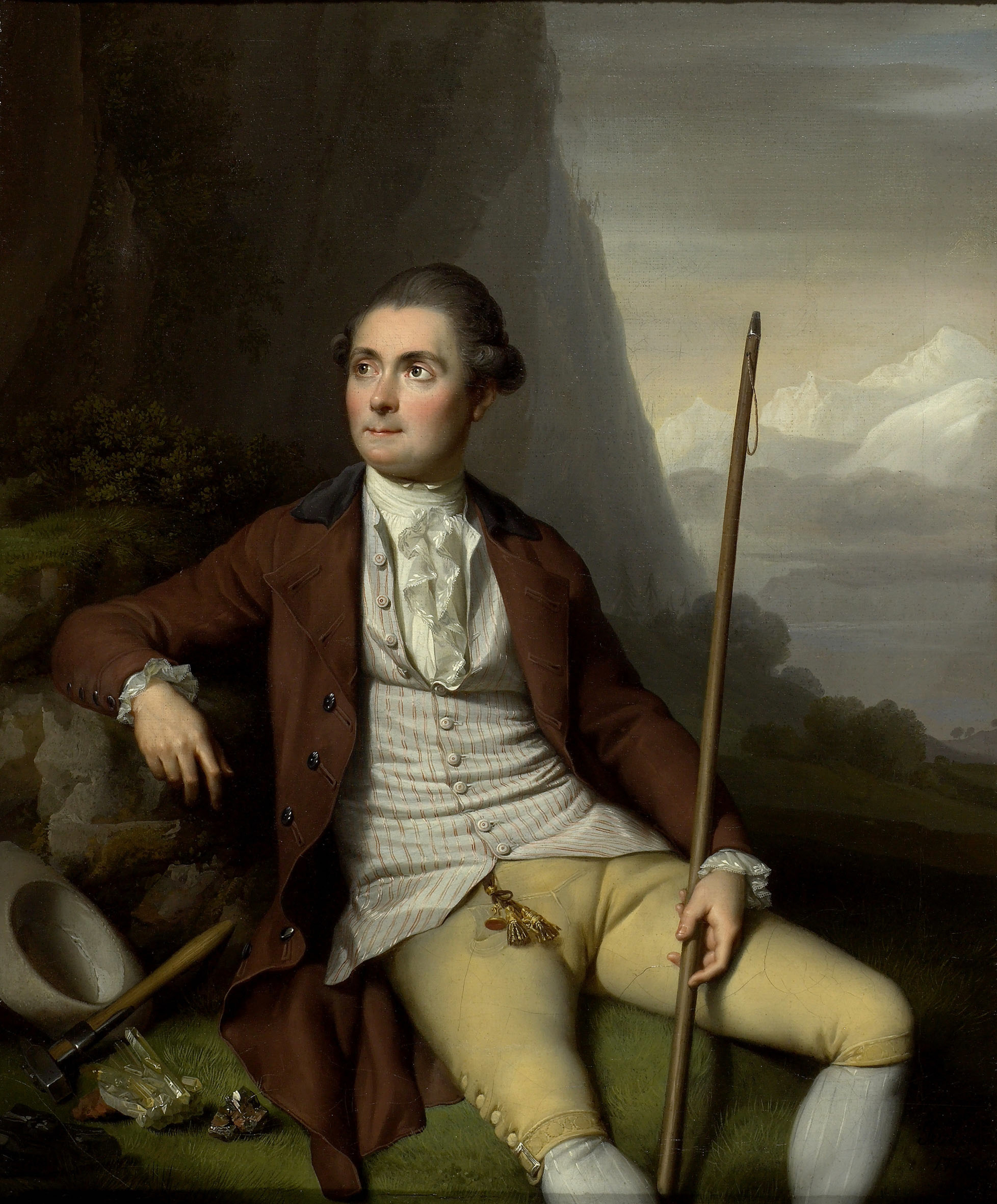
奧拉斯-貝內迪克特·德索敘爾

奥拉斯-贝内迪克特·德索叙尔（法語：Horace-Bénédict de Saussure，法語發音：[ɔʁas benedikt də sosyʁ]；1740年2月17日—1799年1月22日）是一位瑞士博物学家、地质学家，日内瓦贵族，一般被认为是现代登山运动的创始人。

## 生平
他出生于瑞士日内瓦附近的孔什（Conches）。大学毕业后，出于对高原山区的着迷而来到阿尔卑斯山脉最高峰勃朗峰附近的霞慕尼。受到其父亲和舅舅的影响，他开始投身于植物学研究。
1760年，他为了研究高山植物，出重金悬赏登顶阿尔卑斯山脉最高峰勃朗峰或提供攀登路线的人，但是一直无人问津。直到1786年，一位叫米歇尔-加布里埃尔·帕卡尔的医生和当地采石工人雅克·巴尔马一起登上了勃朗峰。次年8月，由巴尔马做向导，他亲自率领一支20多人的登山队登顶勃朗峰，证实了一年前的首攀。这一事件被视为现代登山运动诞生的标志，1786年也被认为是登山运动的诞生之年。